# Honduras tại Thế vận hội
Honduras đã tham dự 11 kỳ Thế vận hội Mùa hè. Quốc gia này cũng từng tham gia một kỳ Thế vận hội Mùa đông năm 1992. Honduras chưa có huy chương Thế vận hội.
Ủy ban Olympic quốc gia của Honduras được thành lập năm 1956 và được Ủy ban Olympic Quốc tế công nhận vào cùng năm.

## Bảng huy chương

### Huy chương tại các kỳ Thế vận hội Mùa hè
| Thế vận hội           | Số VĐV        | Số VĐV theo môn | Số VĐV theo môn | Số VĐV theo môn | Số VĐV theo môn | Số VĐV theo môn | Số VĐV theo môn | Số VĐV theo môn | Số VĐV theo môn | Số VĐV theo môn | Số VĐV theo môn | Số VĐV theo môn | Số VĐV theo môn | Huy chương    | Huy chương    | Huy chương    | Tổng số       |
| Thế vận hội           | Số VĐV        | Điền kinh       | Bơi lội         | Quyền Anh       | Đấu kiếm        | Cử tạ           | Bóng đá         | Judo            | Bắn súng        | Đấu vật         | Bóng bàn        | Taekwondo       | Chèo thuyền     |               |               |               | Tổng số       |
| --------------------- | ------------- | --------------- | --------------- | --------------- | --------------- | --------------- | --------------- | --------------- | --------------- | --------------- | --------------- | --------------- | --------------- | ------------- | ------------- | ------------- | ------------- |
| 1896–1964             | không tham dự | không tham dự   | không tham dự   | không tham dự   | không tham dự   | không tham dự   | không tham dự   | không tham dự   | không tham dự   | không tham dự   | không tham dự   | không tham dự   | không tham dự   | không tham dự | không tham dự | không tham dự | không tham dự |
| Thành phố México 1968 | 6             | 6               | -               | -               | -               | -               | -               | -               | -               | -               | -               | -               | -               | 0             | 0             | 0             | 0             |
| München 1972          | không tham dự | không tham dự   | không tham dự   | không tham dự   | không tham dự   | không tham dự   | không tham dự   | không tham dự   | không tham dự   | không tham dự   | không tham dự   | không tham dự   | không tham dự   | không tham dự | không tham dự | không tham dự | không tham dự |
| Montréal 1976         | 3             | 3               | -               | -               | -               | -               | -               | -               | -               | -               | -               | -               | -               | 0             | 0             | 0             | 0             |
| Moskva 1980           | tẩy chay      | tẩy chay        | tẩy chay        | tẩy chay        | tẩy chay        | tẩy chay        | tẩy chay        | tẩy chay        | tẩy chay        | tẩy chay        | tẩy chay        | tẩy chay        | tẩy chay        | tẩy chay      | tẩy chay      | tẩy chay      | tẩy chay      |
| Los Angeles 1984      | 10            | 3               | 6               | -               | -               | -               | -               | 1               | -               | -               | -               | -               | -               | 0             | 0             | 0             | 0             |
| Seoul 1988            | 8             | 3               | 3               | 2               | -               | -               | -               | -               | -               | -               | -               | -               | -               | 0             | 0             | 0             | 0             |
| Barcelona 1992        | 10            | 4               | 4               | -               | 1               | 1               | -               | -               | -               | -               | -               | -               | -               | 0             | 0             | 0             | 0             |
| Atlanta 1996          | 7             | 1               | 1               | 2               | -               | -               | -               | 3               | -               | -               | -               | -               | -               | 0             | 0             | 0             | 0             |
| Sydney 2000           | 20            | 1               | 2               | -               | -               | -               | 17              | -               | -               | -               | -               | -               | -               | 0             | 0             | 0             | 0             |
| Athens 2004           | 5             | 1               | 2               | -               | -               | -               | -               | 1               | -               | -               | 1               | -               | -               | 0             | 0             | 0             | 0             |
| Bắc Kinh 2008         | 25            | 2               | 2               | -               | -               | -               | 18              | -               | -               | -               | -               | 1               | 1               | 0             | 0             | 0             | 0             |
| Luân Đôn 2012         | 27            | 2               | 2               | 1               | -               | 1               | 18              | 1               | 1               | 1               | -               | -               | -               | 0             | 0             | 0             | 0             |
| Rio de Janeiro 2016   | 26            | 1               | 2               | 1               | -               | 1               | 18              | 1               | -               | 1               | -               | 1               | -               | 0             | 0             | 0             | 0             |
| Tổng số               | Tổng số       | Tổng số         | Tổng số         | Tổng số         | Tổng số         | Tổng số         | Tổng số         | Tổng số         | Tổng số         | Tổng số         | Tổng số         | Tổng số         | Tổng số         | 0             | 0             | 0             | 0             |

### Huy chương tại các kỳ Thế vận hội Mùa đông
| Thế vận hội      | Số VĐV        | Vàng          | Bạc           | Đồng          | Tổng số       | Xếp thứ       |
| 1896–1988        | không tham dự | không tham dự | không tham dự | không tham dự | không tham dự | không tham dự |
| Albertville 1992 | 1             | 0             | 0             | 0             | 0             | –             |
| Tổng số          | Tổng số       | 0             | 0             | 0             | 0             | –             |